# Le Schtroumpf bricoleur
Pour le personnage, voir Schtroumpf bricoleur.
 (novembre 2024).
Si vous disposez d'ouvrages ou d'articles de référence ou si vous connaissez des sites web de qualité traitant du thème abordé ici, merci de compléter l'article en donnant les références utiles à sa vérifiabilité et en les liant à la section « Notes et références ».
Le Schtroumpf bricoleur, de son titre original Bon anniverschtroumpf, est la vingt-quatrième histoire de la série Les Schtroumpfs de Peyo. Elle est publiée pour la première fois du no 2331 au no 2332 du journal Spirou, puis dans l'album Le Bébé Schtroumpf en 1984.

## Résumé
Dans chacun des Schtroumpfs, il y a un bricoleur qui sommeille. Avec l'arrivée de l'anniversaire du Grand Schtroumpf, les Schtroumpfs discutent d'un cadeau à lui offrir. La Schtroumpfette propose de faire un gâteau. Pendant ce temps, le Schtroumpf bricoleur travaille sur une invention pour percer des trous. Il parcourt le village en perçant des trous partout. Pendant que les Schtroumpfs récoltent les ingrédients pour le gâteau, le Schtroumpf bricoleur transforme le moule du gâteau en passoire.

## Publication
Cet épisode est publié pour la première fois du no 2331 au no 2332 du journal Spirou sous le titre Bon anniverschtroumpf, puis dans l'album Le Bébé Schtroumpf en 1984.